# Гоним, Ваиль
Ваи́ль Саи́д Абба́с Гони́м (араб. وائل سعيد عباس غنيم‎) — интернет-активист и компьютерный инженер. С января 2010 года — директор по маркетингу Google на Ближнем Востоке и в Северной Африке. В 2011 году получил всемирную известность как активист революции в Египте.

## Биография
Ваиль Гоним родился 23 декабря 1980 года в семье среднего класса в Каире и вырос в Объединённых Арабских Эмиратах.

### Образование
В 2004 году окончил Каирский университет со степенью бакалавра в компьютерной инженерии. В 2007 году окончил Американский университет в Каире со степенью МДА по маркетингу и финансам с отличием.

### Карьера
С 2002 по 2005 год работал в компании Gawab, предоставляющей сервис электронной почты. С 2005 по 2008 год управлял командой портала Mubasher.info, работающей в области рынка капиталов.
C ноября 2008 года работает в компании Google: сначала в Google Egypt региональным менеджером по продуктам и маркетингу на Ближнем Востоке и в Северной Африке, а с января 2010 года — в дубайском офисе директором по маркетингу на Ближнем Востоке и в Северной Африке.

### Участие в Египетской революции 2011 года
В январе 2011 года Ваиль Гоним попросил Google позволить ему вернуться в Египет, сославшись на «личную проблему». Гоним был администратором страницы в Facebook, использовавшейся для координаций акций протеста в Египте. 27 января во время беспорядков он исчез. Его семья сообщила СМИ, что он пропал без вести. Google также выпустила заявление, подтверждающее исчезновение. Многие блогеры начали кампанию по определению его местонахождения. 5 февраля египетский оппозиционер Мостафа Альнагар сообщил, что Гоним жив и задержан властями. 6 февраля «Международная амнистия» потребовала, чтобы египетские власти раскрыли местонахождение Гонима и освободили его.
Гоним был выпущен 7 февраля, после 11 суток ареста. После освобождения он был встречен возгласами и аплодисментами, когда заявил: «Мы не откажемся от нашего требования, и это конец режима».
В тот же день Гоним появился на египетском канале DreamTV. В интервью он снова призвал к свержению режима Мубарака. Став одним из символов революции в Египте, Гоним заявил, что «готов умереть» за дело.
9 февраля Гоним обратился к толпе на площади Тахрир, заявив протестующим: «Сейчас не время для отдельных людей, партий или движений. Сейчас время всем нам сказать только одно: Египет превыше всего».
Учёный Фуад Аджами так написал о революции:
Толпу собрал не аятолла в тюрбане. Это не Иран 1979 года. Молодой руководящий сотрудник Google, Ваиль Гоним, дал энергию этому протесту тогда, когда он мог потерять сердце, когда он мог поддаться убеждению, что этот режим и его лидер несокрушимы.

## Личная жизнь
Ваиль Гоним женат на американке, у них двое детей.